# Окри, Бен
Бен Окри (англ. Ben Okri, род. 15 марта 1959 года, Минна, Нигерия) — нигерийский писатель, живёт в Великобритании.

## Биография
Бен Окри — представитель народа урхобо; его отцом был урхобо, а матерью — наполовину игбо. Он родился в Минне на западе центральной части Нигерии в семье Грейс и Сильвера Окри в 1959 году. Его отец, Сильвер, переехал с семьёй в Лондон, чтобы изучать право, когда Окри было меньше двух лет.
Раннее детство провёл в южном Лондоне, где пошёл в школу, однако в 1968 году семья вернулась в Нигерию. Отец работал адвокатом в бедных кварталах Лагоса.
Его знакомство с гражданской войной в Нигерии и культурой, в которой его сверстники в то время утверждали, что видели видения духов, позже послужило источником вдохновения для художественной литературы Окри. В возрасте 14 лет, после того как ему отказали в приёме на короткую университетскую программу по физике из-за его молодости и отсутствия квалификации, Окри испытал откровение, что поэзия была его избранным призванием. Он начал писать статьи на социальные и политические темы, но так и не нашёл издателя. Затем он стал писать рассказы на основе этих статей, некоторые из них были опубликованы в женских журналах и вечерних газетах. Окри утверждал, что его критика правительства в некоторых из ранних работ привела к тому, что его имя было внесено в список лиц для отъезда из страны.
В 1978 году Бен Окри приехал учиться в Великобританию, посещал Эссекский университет, но не закончил его из-за недостатка средств (финансирование его стипендии закончилось). Окри оказался бездомным, иногда живя в парках, иногда с друзьями. Он описывает этот период как «очень, очень важный» для своей работы: «Я писал и писал в тот период… Во всяком случае [желание писать] на самом деле усилилось». Работал на Би-Би-Си.
Успех Окри как писателя начался, когда он опубликовал свой первый роман «Цветы и тени» в 1980 году, в возрасте 21 года. Затем он работал редактором стихов в журнале «Западная Африка» с 1983 по 1986 год.
Три года, начиная с 1988 года, он жил в квартире в Ноттинг-Хилле (арендованной у друга-издателя Маргарет Басби): «Я привёз с собой первый набросок „Голодной дороги“, и именно в этой квартире я начал его переписывать… Примерно в то же время изменилось письмо. Я приобрёл некое спокойствие. Я как писатель стремился к чему-то в своём тоне голоса — именно там он, наконец, соединился…».
Его репутация как автора была обеспечена, когда его роман «Голодная дорога» выиграл Букеровскую премию в области художественной литературы в 1991 году, что сделало его самым молодым лауреатом этой премии в возрасте 32 года.

## Литературная карьера
С тех пор, как он опубликовал свой первый роман «Цветы и тени» (1980), Окри получил международное признание, и его часто называют одним из ведущих писателей Африки. Его самая известная работа «Голодная дорога», которая была удостоена Букеровской премии 1991 года, вместе с «Песнями чар» и «Бесконечными богатствами» составляют трилогию, которая рассказывает о жизни Азаро, ребёнка-духа.

## Творчество
Рассказчик, сквозь социальные и политические беспорядки в африканской стране, напоминающий воспоминания Окри о раздираемой войной Нигерии, соединяет модернистскую поэтику с устными традициями народов Нигерии, развивая линию Чинуа Ачебе, Амоса Тутуолы, Воле Шойинки.

## Признание
Член Королевского литературного общества. Вице-президент Английского отделения международного ПЕН-клуба. Литературная премия Британского содружества (1987) и премия Ага-хана за прозу (1987), Букеровская премия (1991), премия Гринцане Кавур (1994) и др. награды. Почётный доктор университетов Вестминстера (1997) и Эссекса (2002), Эксетерского университета (2004). Офицер ордена Британской империи (2001). Почётный член оксфордского Мэнсфилд-колледжа.

## Произведения
- Flowers and Shadows, роман (1980)
- The Landscapes Within, роман (1981)
- Incidents at the Shrine, роман (1986)
- Stars of the New Curfew, новеллы (1988)
- The Famished Road, роман (1991, входит в число ста лучших африканских книг XX века)
- An African Elegy, стихотворения (1992)
- Songs of Enchantment, роман (1993)
- Astonishing the Gods, роман (1995)
- Dangerous Love, роман (1996)
- A Way of Being Free, эссе (1997)
- Infinite Riches, роман (1998)
- Mental Fight , стихотворения (1999)
- In Arcadia, роман (2002)
- Starbook, роман (2007)
- Tales of Freedom, новеллы (2009)

Публикации на русском языке
- Горизонты внутри нас. // Африка. Альманах. Вып. 11. М., 1990
- Голодная дорога. СПб: Амфора, 2001